# Hydrelia nisaria
Hydrelia nisaria är en fjärilsart som beskrevs av Hugo Theodor Christoph 1881. Hydrelia nisaria ingår i släktet Hydrelia och familjen mätare. Inga underarter finns listade i Catalogue of Life.